# Sanahin

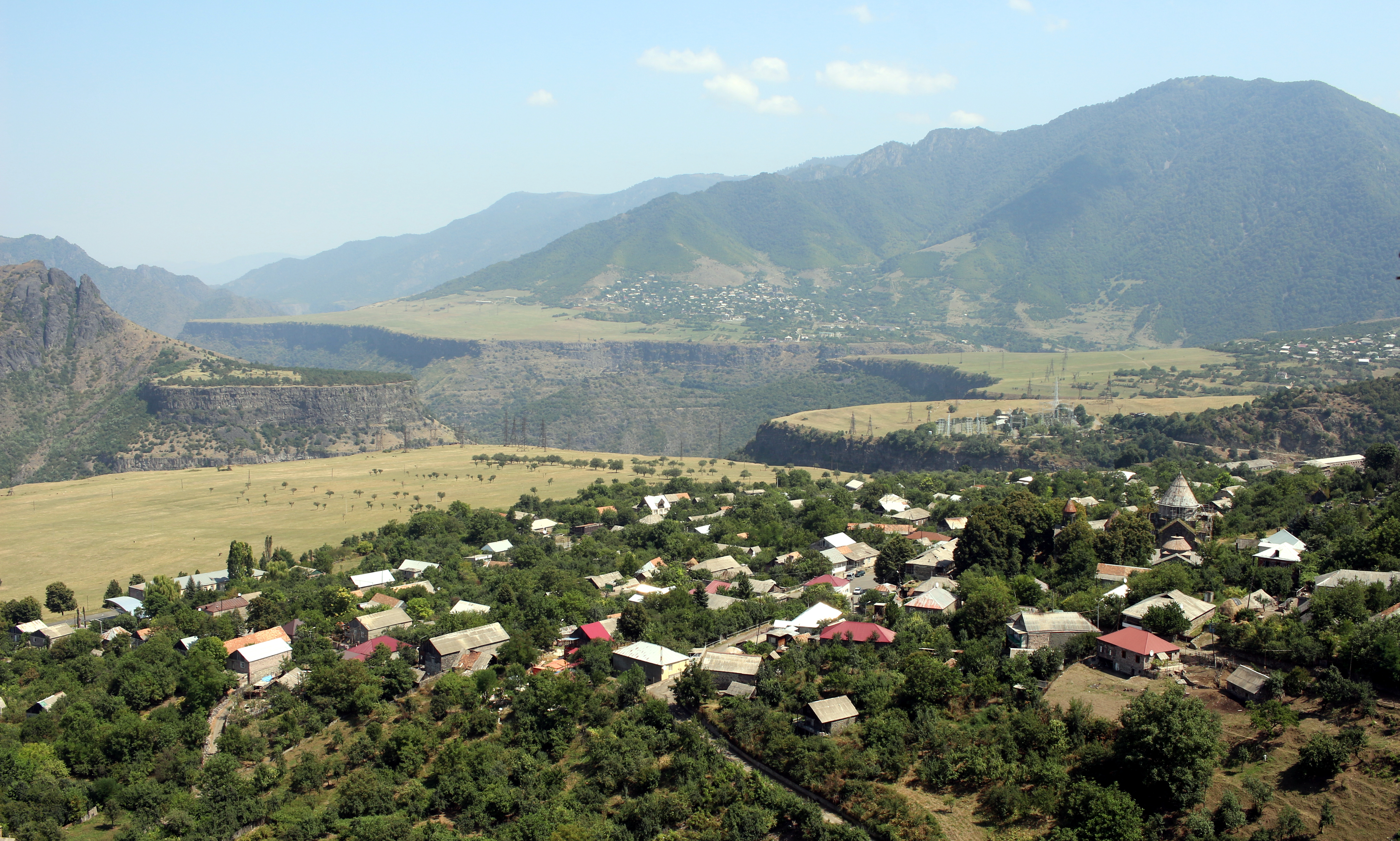
Sanahin

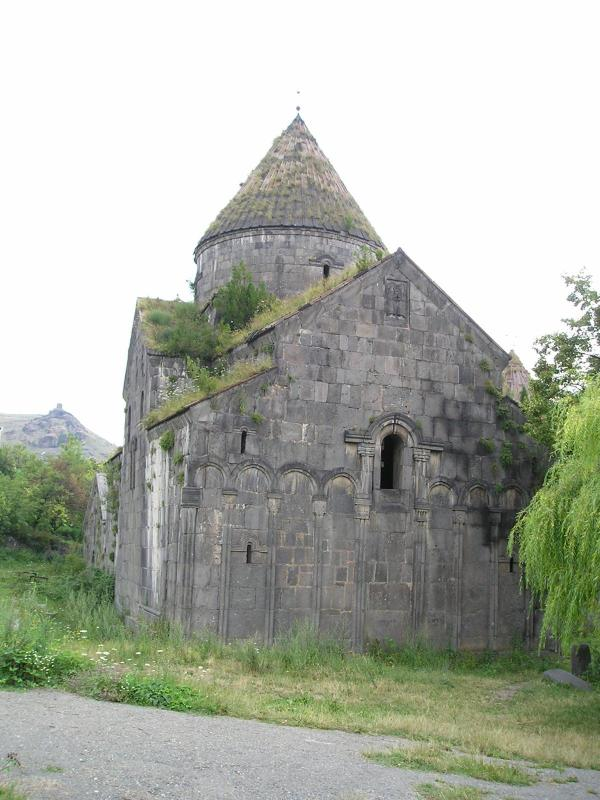
Amenaprkitj kyrka

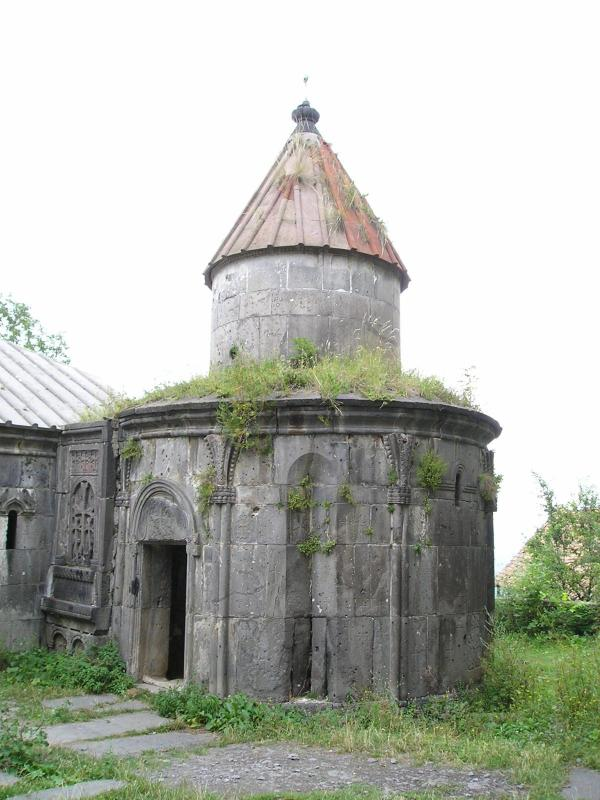
Sankt Gregorius kapell

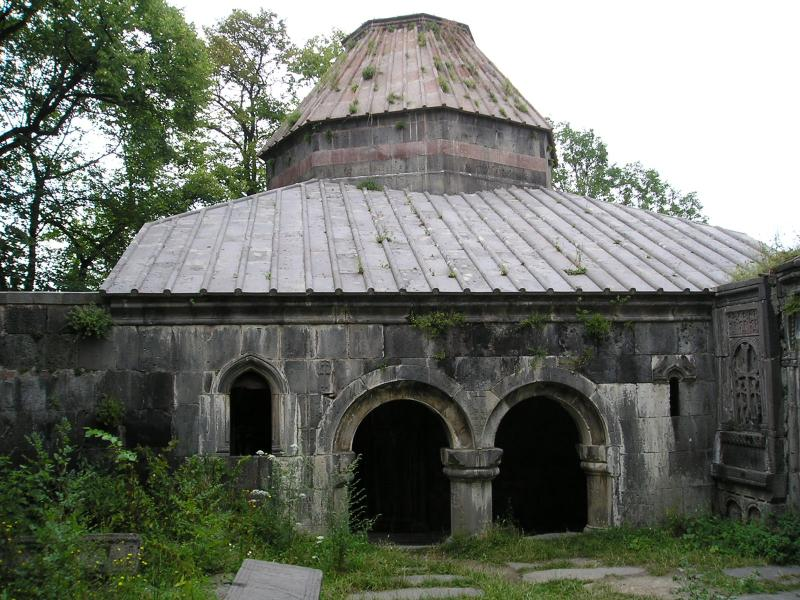
Klosterbiblioteket

Sanahin (armeniska: Սանահին) är ett samhälle i norra delen av provinsen Lori i Armenien. Idag anses det vara en del av staden Alaverdi (linbanan som förbinder byn med Alaverdis centrum är en av de brantaste i forna Sovjetunionen). Byn är känd för sitt klosterkomplex, grundat under 900-talet och klassat som ett världsarv.
Det armeniska namnet Sanahin betyder "denna är äldre än den där". Antagligen representerar namnet ett hävdande att klostret i byn är äldre än i grannbyn Haghpat. De två byarna och deras kloster är lika på många sätt och ligger på samma höjd, men är skilda genom en spricka som skapats av bäcken som rinner ned i floden Debed.
Liksom Haghpat besöks Sanahin allt oftare av turister, framförallt beroende på att allt fler armeniska turistbyråer lägger in dessa orter på sina resor. Klosterkomplexet tillhör armenisk-apostoliska kyrkan och har ett antal chatjkar (stenar med inristade kors) och biskopsgravar över hela sitt område.
Sanahin var även de välkända Mikojanbrödernas födelseort. Artiom Mikojan var en flygplanskonstruktör och en av de som skapade konstruktionsbyrån MiG. Anastas Mikojan var politiker med den längsta karriären vid Sovjetunionenss politbyrå. Han var involverad i förhandlingarna om Molotov-Ribbentrop-pakten och medlem av Sovjets delegation för att försöka förbättra relationerna med Titos Jugoslavien, samt spelade en huvudroll i förhandlingarna under Kubakrisen. Några av de som besöker klostret tittar även in i det närliggande museet över bröderna, inrymt i en gammal skola, som drivs av Mikojans släktingar.